# Fritz Schmöller
Fritz Schmöller (* 1. Oktober 1898; † unbekannt) war ein deutscher Fußballspieler.

## Karriere

### Vereine
Schmöller gehörte als Mittelfeldspieler zunächst dem SV Fortuna Leipzig 02 an, für den er in den vom Verband Mitteldeutscher Ballspiel-Vereine ausgetragenen Meisterschaften im Kreis Nordwestsachsen von 1920 bis 1922 Punktspiele bestritt und beide Spielzeiten mit diesem als jeweils Drittplatzierter abschloss. 
Zum Ligakonkurrenten VfB Leipzig gewechselt, stellten sich nach und nach seine sportlichen Erfolge ein. In der Zeit von 1922 bis 1930 gewann er mit dem VfB Leipzig je viermal die Meisterschaft im Kreis- bzw. Gau Nordwestsachsen und die Mitteldeutsche Meisterschaft, des Weiteren den Mitteldeutschen Pokal im Jahr 1930. Er nahm mit seiner Mannschaft dreimal an der Endrunde um die Deutsche Meisterschaft teil; zweimal als Mitteldeutscher Meister, einmal als Mitteldeutscher Pokalsieger. Er debütierte am 3. Mai 1925 im Stadion am Ostragehege, der Spielstätte des Dresdner SC, bei der 1:2-Niederlage gegen den Breslauer SC 08 im Achtelfinale. Zwei Jahre später bestritt er das am 8. Mai 1927 mit 3:0 gegen den Breslauer FV 06 gewonnene Achtelfinale im Fortuna-Sportpark und das am 22. Mai 1927 im Münchener Heinrich-Zisch-Stadion mit 0:3 gegen den SV 1860 München verlorene Viertelfinale. Sein letztes Endrundenspiel endete mit der 3:4-Achtelfinalniederlage gegen Holstein Kiel am 18. Mai 1930 im Hamburger Stadion Hoheluft.

### Auswahlmannschaft
Noch als Spieler des SV Fortuna Leipzig 02 kam er im Wettbewerb um den Bundespokal für die Auswahlmannschaft des Verbandes Mitteldeutscher Ballspiel-Vereine zum Einsatz und bestritt das am 20. März 1921 angesetzte Finale im Sportpark Connewitz, der Spielstätte des FC Sportfreunde Leipzig. Die Begegnung mit der Auswahlmannschaft des Westdeutschen Spiel-Verbandes wurde vor 15.000 Zuschauern mit 4:0 gewonnen.

## Erfolge
- Mitteldeutscher Meister 1925, 1927
- Meister Kreis Nordwestsachsen 1923, Gau Nordwestsachsen 1925, 1927, 1930
- Mitteldeutscher Pokal-Sieger 1930
- Bundespokal-Sieger 1921